# Wipfelköpfung
Wipfelköpfung ist das Beschneiden von Baumwipfeln zum Zwecke der forstwirtschaftlichen Pflege eines Baumbestandes. 
Das Verfahren wird vornehmlich an Bestandesrändern angewandt, um die Gefahr von Windwürfen oder anderen Sturmschäden zu verringern. Dabei werden die Baumkronen in der Regel nach außen um zwei Drittel, nach innen um ein Drittel gekürzt. Dies ergibt einen deutlich abgeschrägten Bestandesrand, der dem Wind nun eine wesentlich geringere Aufprallfläche bietet. So wird eine Erhöhung der Stabilität der betroffenen Stämme sowie dahinter stockender Bestände erreicht.
Die Wipfelköpfung ist sehr aufwendig und wird daher wenig praktiziert.